# 通化钢铁
通化钢铁股份有限公司（简称“通化鋼鐵”），是吉林省最大的钢铁联合企业，位于吉林省通化市二道江区。公司始建于1958年，原为吉林省冶金工业厅辖下的省属国有企业、后受吉林省国资委领导。至2009年具有700万吨钢产能。2019年7月24日通钢事件后，2010年7月16日出让主要股份于首钢集团，成立首钢通化钢铁集团股份有限公司（简称“通钢集团”），总部位于长春市南关亚泰大街，下辖通化钢铁股份有限公司、四平钢铁制品有限公司、通钢矿业有限责任公司、磐石无缝钢管有限公司4家控股公司，吉林通钢国际贸易有限公司、吉林通钢网航技术股份公司、吉林市焊管公司等3家全资子公司，以及通钢企业公司等关联公司。

## 历史
1938 年 9 月 14 日，占领东北地区的日本和满洲国在通化二道江成立了“东边道开发株式会社”，希望把通化建成东北第三个大型钢铁中心。并在铁厂子、五道江、石人沟设立了采矿所，在大栗子、七道沟设立了铁矿采掘事务所。1939 年 10 月建成梅河口至辑安的铁路线，1940 年 7 月建成鸭园至大栗子的铁路线。在二道江设立了建设局，完成了一座高炉的基础，运来了 15 吨电炉设备，后因日本帝国主义发动太平洋战争的影响，不得不缩小计划规模。1942 年 6 月，二道江建成 3 万千瓦的火力发电厂，同时建成二道江特殊钢试验厂，并投入生产。1943 年在铁厂子建成两座日产量为 20—60 吨小高炉，年产能力 1.4 万吨。1945 年被合并到满洲炼铁公司，变为东边道分公司。
1945 年 10 月 14 日，东北人民自治军后勤部军工部在沈阳成立，12 月中旬，转移到通化二道江，接收东边道开发株式会社修理工厂，在该厂址组建兵工厂，陈亚藩任厂长，马树良任政委。兵工厂下设枪械分厂、枪弹分厂和修理分厂。并设有化学厂和炼钢厂。化学厂由周明任厂长，李延林任副厂长，叶修青任政委；炼钢厂由苏维民任厂长，任克任政委。 　　
1958年4月吉林省举全省之力在通化地区二道江筹建通化钢铁公司。1958年8月，吉林省委调第一汽车制造厂冲压车间主任、正厅级干部赵润普为通化钢铁公司首任经理。兴建了板石沟矿（位于浑江区板石街道）、焦炉、高炉、转炉、轧钢等配套工程。冬季施工用自编的草帘子保温。1959年11月5日，2255立方米高炉建成投产。1960年3月，1255立方米高炉、6吨转炉和500/300轧钢也建成投产；两座42孔焦炉、板石沟铁矿正在建设中。通钢有36700多名职工。1961年6月，吉林省委贯彻中央的“国民经济调整”方针，决定通钢停产、精简职工，仅维持小型轧钢生产。1962年初通钢奉命停止建设时，已完成基本建设投资7696万元，还剩下42孔焦炉、三道江水源和板石沟铁矿3大工程没有竣工。
文革时期，通钢的二次上马。
通化钢铁集团公司职工大学成立于1975年2月24日。1980年经省政府检查验收批准，国家教育部备案。
通化钢铁集团大栗子矿业有限责任公司于1980年5月30日成立。位于临江市大栗子镇。
通钢集团磐石无缝钢管有限责任公司，始建于1969年的军工三线企业，位于烟筒山镇饮马河畔红星街。
通化钢铁集团桦甸矿业有限责任公司于1998年10月22日成立，位于桦甸市夹皮沟镇。
1996年7月23日吉林省体改委、吉林省经贸委、吉林省工商局、吉林省财政厅联合发布文件，批准“通化钢铁公司”改为“通化钢铁集团有限责任公司”。1996年11月6日，新组建的通化钢铁集团有限责任公司正式挂牌运营。
1998年安凤成担任通钢集团公司董事长、总经理。1999年3月10日通钢集团为主要发起人，联合吉林新华能源有限公司、中国五金矿产进出口总公司、五矿贸易公司、深圳石化集团股份有限公司、哈尔滨利民金属有限公司，签署《设立通化钢铁股份有限公司发起人协议书》。原通钢集团持有股份公司股份18282.50万股，占公司总股本的98.03%。2001年经国家经贸委批复，通钢集团获得债转股指标，华融资产管理公司转持通钢17.16%股份。华融与通钢协议约定，通钢集团剥离包括行政、房产在内的物业公司、学院、医院等部门和单位。被剥离的物业公司、职工医院和基础教育单位共分流1500多人。
2005年3月按照吉林省政府的部署，通钢启动了第二次改制。截至2005年11月20日，剥离了33个辅业单位，向社会移交了17个学校和7个公安机构，主业34个机构压为18个，35000名员工剩下19606人。2005年12月28日通钢集团公司与吉林建龙公司、吉林铁合金公司实现资产重组，建龙集团通过其持有的吉林建龙钢铁公司持通钢36.19%股权为第二大股东，吉林省国资委在扣除改制成本后持有46.64%的股权保持控股地位，华融公司占14.6%股权。2006年6月通化钢铁股份有限公司吸收合并通化钢铁集团有限责任公司后，原通钢集团法人资格注销，通化钢铁股份有限公司更名为“通化钢铁集团股份有限公司”。受全球金融危机影响，宏观形势发生剧变，钢铁行业全行业亏损，2009年3月吉林省国资委与建龙集团初步达成分手意向后进行分手的具体方案谈判，建龙派驻通钢的30多名高管全部撤出通钢。但随着国家四万亿元政策投资拉动，国内钢铁行业走向景气。2009年6月，通钢股份首次扭亏，实现盈利600余万元。2009年7月前20天，通钢的炼铁产量创历史纪录。2009年7月22日吉林省政府专题会议原则同意建龙控股通钢的意向性决议：建龙集团对通钢集团进行增资扩股，并控股经营，吉林省国资委所持通钢股份减至34%。2009年7月24日，因国企改制而引发的“通钢事件”震惊全国；吉林省政府同意终止实施建龙集团增资扩股通钢集团方案，不再实施。
2009年8月5日，经吉林省委常委会研究决定，免去安凤成的通钢集团党委书记、通钢集团董事长职务，任命崔杰（原党委副书记）为通钢集团党委书记，提名巩爱平（通化市工业副市长）为通钢集团董事长人选。2009年9月，孙利军任通化钢铁股份有限公司经理。2010年7月16日，首钢集团以25亿元入主通化钢铁集团股份有限公司，拥有77.59%的股权，首钢总公司总经理助理王涛兼任通钢铁集团董事长、总经理职务。2014年8月19日，首钢总公司宣布《关于通钢集团领导班子成员调整的决定》：王自亭升任通钢集团党委副书记、董事长、总经理。
2017年12月14日首钢通钢公司实行事业部改制，设炼铁事业部（7台高炉）、炼钢事业部、轧钢事业部、能源事业部、焦化事业部、制造部。
2019年12月9日，通化市中级人民法院受理的通化钢铁集团股份有限公司等14家企业重整案件召开第一次债权人会议，顺利通过重整方案。
2021年9月中央第一生态环境保护督察组督察吉林省发现，地处长白山腹地白山市的通化钢铁集团板石矿业有限责任公司5个矿区生态破坏问题突出，生态修复严重滞后。5个矿区（井下矿、李家堡矿、露天矿、上青矿和东沟矿）多数露天矿坑却已经存在数十年，形成13个露天矿坑和12个大型废石堆场，13个露天矿坑无一完成修复治理，12个大型废石堆场无一按照要求有效利用，废石堆存量高达3320万吨；尾矿库堆存尾矿超过5000万吨，库容即将消耗殆尽，废石堆场长期超范围、超总量堆放废石，对当地生态环境造成严重破坏。